# Monika Gajek
Monika Gajek (* 18. Mai 2001), auch Monisa, ist eine deutsche Popsängerin. Sie belegte 2023 den zweiten Platz in der 20. Staffel der Castingshow Deutschland sucht den Superstar.

## Leben
Gajek ist in Salzgitter-Bad aufgewachsen. Ihre Eltern stammen aus dem polnischen Kattowitz. 2020 begann sie nach dem Fach-Abitur eine Ausbildung zur Fachkraft für Lagerlogistik.
Während sie sich auf die Abschlussprüfung ihrer Ausbildung vorbereitete, erreichte sie im April 2023 den zweiten Platz der 20. Staffel von Deutschland sucht den Superstar. Mit ihrem Finaltitel Deep End, von Leonie Burger, Vitali Zestovskih, Mark Becker und Tom Allen Palm geschrieben und komponiert, stieg sie auf Platz 36 der deutschen Singlecharts ein und somit 21 Plätze höher als der DSDS-Siegertitel Don’t Let Me Go von Sem Eisinger, der Platz 57 erreichte. Am 23. April 2023 folgte mit Platz 51 der Einstieg in die Schweizer Charts. Im Juni 2023 sang sie mit Kayef beim Kultursommer vor dem Schloss Salder. Zudem begleitete sie Leony bei deren Tour.

## Diskografie
Singles
- 2023: Deep End
- 2023: Delusional
- 2024: Parkbank
- 2024: Wie Lang
- 2024: Labyrinth
- 2024: Nicht abgeschlossen
- 2025: Draus gelernt